# 帕茜·沃克
地獄貓（英語：Hellcat），全名帕翠莎·「帕茜」·沃克（Patricia "Patsy" Walker），是一名出現在漫威漫畫出版的漫畫書中的漫畫人物。初登場於由漫威前身Timely Comics出版的《美國小姐雜誌》（Miss America Magazine）第二期（1944年11月），由Otto Binder和Ruth Atkinson創作。並於《復仇者聯盟》第144期（1976年2月）中成為了地獄貓。

## 出版歷史
最初的帕西·沃克為一名紅髮女孩，故事講述她和她的父母Stanley和Betty，男朋友羅伯特·巴克斯特﹙Robert "Buzz" Baxter﹚和她的朋友也是對手希特·沃爾夫﹙Hedy Wolfe﹚日常生活故事。
從1967年開始分別刊登過在America，Teen Comics，Girls' Life等刊物上。名字也出現《Patsy Walker》，《Patsy and Hedy》，《Patsy and Her Pals》和《A Date with Patsy》幾個版本。
帕茜·沃克被列入「二十世紀四十年代黃金時代」的漫畫，在1950年通過Marvel，進入「二十世紀六十年代美國漫畫的白銀時代」。
而當Marvel建立超級英雄宇宙後，帕西·沃克被改成超級英雄地獄貓，而早期故事變成由她的母親桃樂西·沃克（Dorothy Walker）以女兒和朋友作原型創作的虛構故事。

## 人物
帕翠莎·“帕茜”·沃克是一名夢想成為超級英雄的女孩，並與自己就任美國空軍的男友羅伯特結婚，同時擔任漢克·麥考伊（Hank McCoy）的科學助理，某次因為偶然發現了漢克的真正身份是X戰警的成員藍獸而缠着對方把自己帶進X戰警，結果被捲入了一埸事件，期間為求自保而穿上了在反派基地中碰巧找到屬於格里爾·格蘭特·尼爾森（Gler Grant Nelson）的一套貓形戰鬥服，從此成為了復仇者聯盟的後備成員“地獄貓”。
後來羅伯特變成反派瘋狗後，地獄貓接受宇宙冒險家月龍的訓練，在泰坦星上努力學習精神力量和各種武術。回到地球後開始協助奇異博士並加入捍衛者聯盟處理超自然事件。
在捍衛者聯盟的冒險過程中，地獄貓認識了撒旦的兒子地獄風暴。期間帕茜患上絕症的母親桃樂西·沃克為求活命而把帕茜賣給地獄惡魔做新娘，導致帕茜被綁架到地獄。
回到人間的帕茜在內戰的故事中願意登記陣營，與超級英雄火焰星，黑貓和「光譜」莫妮卡·蘭博保持著深厚的友誼。
帕茜亦曾經在女浩克的律師事務所中擔任調查員一段時間。
在《全新全異》中，帕茜發現她母親繪製的關於帕茜小時候的漫畫仍在出版，而她小時候的朋友也是對手希特·沃爾夫正擁有版權，兩人為此而打起官司。最後發現原來帕茜母親簽署遺囑以及和惡魔做交易期間原來注射了大量嗎啡，導致希特的遺囑作廢，帕茜重新贏回版權。
《內戰II》期間因為女浩克受傷昏迷，帕茜暫時接管事務所來做短工仲介，這時希特卻欺騙地獄風暴和瘋狗來襲擊帕茜。

## 能力
地獄貓能感應到超自然的神秘現象或帶有超自然力量的人和事物，亦能隨意召喚戰鬥服，戰鬥服具有可伸縮的鈎爪和飛索。地獄貓同時具備相當程度的武術和靈活身手，由美國隊長、野獸和月龍訓練。

## 其他媒體

### 電視劇
- 在漫威電影宇宙中，瑞秋·泰勒飾演帕翠莎·「翠西」·沃克（Patricia "Trish" Walker）。
  - 2015-2019年《杰西卡·琼斯》[2]
  - 2016年《盧克·凱奇》廣播電台主持人(配音演出)
  - 2017年《捍衛者聯盟》

### 遊戲
- 《MARVEL未來之戰》: 手機遊戲，地獄貓是玩家可使用角色之一。
- 《漫威復仇者學院》:   手機遊戲。主題為校園經營，[3]地獄貓由Charlotte Ann配音。[4]

## 外部連結
- 帕茜·沃克 （页面存档备份，存于） 漫威官网
- Patsy Walker （页面存档备份，存于）  Marvel Directory